# Acipenser baerii baerii
Acipenser baerii baerii је зракоперка из реда Acipenseriformes и фамилије Acipenseridae. 

## Угроженост
Ова подврста се сматра угроженом.

## Распрострањење
Ареал врсте је ограничен на Русију.

## Станиште
Станишта врсте су речни екосистеми и слатководна подручја. 
Врста је присутна на подручју река Об, Таз, Иртиш, Јенисеј, Лена и Колима у Сибиру.